# Sakroiliitis
Unter Sakroiliitis versteht man eine entzündliche, zerstörerische Veränderung der unteren Wirbelsäule (Gelenke zwischen Kreuzbein und Darmbein, Iliosakralgelenke). Diese chronisch-progrediente Entzündung des Iliosakralgelenks (Ileosacralgelenk, Kreuz-Darmbein-Gelenk) ist äußerst schmerzhaft, degenerativ und kann zu unveränderlichen Haltungsschäden (gebeugtes Gehen/gebeugte Haltung) führen. Sie gehört zum Formenkreis der rheumatischen Erkrankungen und damit auch den Autoimmunerkrankungen. Sie ist nicht zu verwechseln mit der Iliosakralgelenksarthrose.

## Gradeinteilung der Sakroiliitis
Die Grad-Einteilung der im Röntgenbild beobachteten Sakroiliitis, die 1966 von einem internationalen Expertengremium
festgelegt wurde. Sie fand Eingang in die modifizierten New-York-Kriterien: von 1984.
| Einteilung | Veränderung am Iliosakralgelenk                                                                                                  |
| ---------- | --- |
| Grad 0     | Normales Iliosakralgelenk |
| Grad 1     | Verdächtige Veränderungen |
| Grad 2     | Minimale definitive Veränderungen (umschriebene Areale mit Erosionen oder Sklerosierungen ohne Veränderung der Gelenkspaltweite) |
| Grad 3     | Ausgeprägte Erosionen, Sklerosierungen, Gelenkspalterweiterung/-verengung, partielle Ankylosierung                               |
| Grad 4     | Komplette Ankylose |

Die Sakroiliitis gehört zu den Kriterien für die Diagnose der Spondylitis ankylosans (Morbus Bechterew). Weitere entzündlich rheumatische Erkrankungen, bei denen eine Sakroiliitis auftreten kann, sind die Psoriasisarthritis, die Reaktive Arthritis (inklusive Morbus Reiter), der undifferenzierten Spondarthritis sowie Morbus Behçet. Auch bei chronisch-entzündlichen Darmerkrankungen kann eine Sakroiliitis auftreten.